# Нідерланди на зимових Олімпійських іграх 2014
Нідерланди на зимових Олімпійських іграх 2014 року у Сочі були представлені 41 спортсменом у 4 видах спорту.

## Сноубординг
Слоуп-стайл
| Змагання | Спортсмени | Кваліфікація | Кваліфікація | Кваліфікація | Кваліфікація        | Кваліфікація | Півфінал | Півфінал | Півфінал | Півфінал            | Півфінал | Фінал | Фінал   | Фінал   | Фінал               | Фінал |
| Змагання | Спортсмени | Заїзд        | Спуск 1      | Спуск 2      | Найкращий результат | Місце        | Заїзд    | Спуск 1  | Спуск 2  | Найкращий результат | Місце    | Заїзд | Спуск 1 | Спуск 2 | Найкращий результат | Місце |
| -------- | ---------- | ------------ | ------------ | ------------ | ------------------- | ------------ | -------- | -------- | -------- | ------------------- | -------- | ----- | ------- | ------- | ------------------- | ----- |
| Жінки    | Херіл Маас | 2            | 18,00        | 31,25        | 31,25               | 9            |          |          |          |                     |          |       |         |         |                     |       |

## Ковзанярський спорт
Чоловіки
| Дистанція | Спортсмен       | Заїзд 1 | Заїзд 1 | Заїзд 2 | Заїзд 2 | Фінал        | Фінал |
| Дистанція | Спортсмен       | Час     | Місце   | Час     | Місце   | Час          | Місце |
| --------- | --------------- | ------- | ------- | ------- | ------- | ------------ | ----- |
| 500 м     | Міхел Мюлдер    | 34.63   | 2       | 34.67   | 2       | 69.312       | 1     |
| 500 м     | Ян Смекенс      | 34.59   | 1       | 34.72   | 3       | 69.324       | 2     |
| 500 м     | Роналд Мюлдер   | 34.969  | 6       | 34.49   | 1       | 69.46        | 3     |
| 500 м     | Стефан Гротгойс | 35.42   | 24      | 56.81   | 39      | 92.24        | 38    |
| 1000 м    | Стефан Гротгойс | —       | —       | —       | —       | 1:08.39      | 1     |
| 1000 м    | Міхел Мюлдер    | —       | —       | —       | —       | 1:08.74      | 3     |
| 1000 м    | Кун Вервей      | —       | —       | —       | —       | 1:09.09      | 6     |
| 1000 м    | Марк Тюйтерт    | —       | —       | —       | —       | 1:09.29      | 10    |
| 5000 м    | Свен Крамер     | —       | —       | —       | —       | 6:10.76 (OR) | 1     |
| 5000 м    | Ян Блокгюйсен   | —       | —       | —       | —       | 6:15.71      | 2     |
| 5000 м    | Йорріт Бергсма  | —       | —       | —       | —       | 6:16.66      | 3     |

Жінки
| Дистанція | Спортсмен             | Заїзд 1 | Заїзд 1 | Заїзд 2 | Заїзд 2 | Фінал   | Фінал |
| Дистанція | Спортсмен             | Час     | Місце   | Час     | Місце   | Час     | Місце |
| --------- | --------------------- | ------- | ------- | ------- | ------- | ------- | ----- |
| 500 м     | Маргот Бур            | 37.77   | 5       | 37.71   | 3       | 75.48   | 3     |
| 500 м     | Лауріне ван Ріссен    | 38.645  | 14      | 38.35   | 9       | 76.99   | 11    |
| 500 м     | Лотте ван Бек         | 38.67   | 15      | 38.73   | 17      | 77.40   | 16    |
| 500 м     | Марріт Ленстра        | 39.03   | 21      | 38.70   | 16      | 77.74   | 19    |
| 1000 м    | Ірен Вуст             | —       | —       | —       | —       | 1:14.69 | 2     |
| 1000 м    | Маргот Бур            | —       | —       | —       | —       | 1:14.90 | 3     |
| 1000 м    | Лотте ван Бек         | —       | —       | —       | —       | 1:15.10 | 5     |
| 1000 м    | Марріт Ленстра        | —       | —       | —       | —       | 1:15.15 | 6     |
| 3000 м    | Ірен Вуст             | —       | —       | —       | —       | 4:00.34 | 1     |
| 3000 м    | Аннаук ван дер Вейден | —       | —       | —       | —       | 4:05.75 | 5     |
| 3000 м    | Антойнетте де Йонг    | —       | —       | —       | —       | 4:06.77 | 7     |